# Copa Constitució 2024
La Copa Constitució 2024 è stata la 32ª edizione della Coppa di Andorra di calcio, iniziata il 14 gennaio 2024 e terminata il 26 maggio 2024. La squadra vincente si qualifica per la UEFA Conference League 2024-2025.
L'Inter Escaldes è la squadra campione in carica, avendo vinto la sua seconda coppa nazionale nell'edizione 2023. La competizione è stata vinta dall'UE Santa Coloma, alla sua quarta coppa nazionale.

## Primo turno
| 14 gennaio 2024     |                 |                 |
| Esperança d'Andorra | 1 - 2           | Atlètic Amèrica |
| Penya Encarnada     | 2 - 2 (4-3 dtr) | FC Santa Coloma |
| Carroi              | 2 - 3           | UE Santa Coloma |

## Quarti di finale
| 16 marzo 2024   |                 |                  |
| Ordino          | 1 - 1 (3-4 dtr) | Pas de la Casa   |
| 17 marzo 2024   |                 |                  |
| UE Santa Coloma | 1 - 0           | Penya Encarnada  |
| Inter Escaldes  | 1 - 0           | Atlètic Amèrica  |
| Rànger's        | 0 - 4           | Atlètic Escaldes |

## Semifinali
| 24 aprile 2024   |                 |                 |
| Inter Escaldes   | 3 - 3 (3-4 dtr) | Pas de la Casa  |
| 25 aprile 2024   |                 |                 |
| Atlètic Escaldes | 0 - 1           | UE Santa Coloma |

## Finale
| Andorra la Vella 26 maggio 2024, ore 17:00 CEST | UE Santa Coloma | 1 – 0 (d.t.s.) | Pas de la Casa | Stadio Nazionale (Andorra la Vella) |
| \| \| \| \| \| Chouaib 117’ \| Marcatori \| \|  |                 |                |                |                                     |
|                                                 |                 |                |                |                                     |
| Chouaib 117’                                    | Marcatori       |                |                |                                     |